# ريكاردو ديليكابي
ريكاردو ديليكابي أو ريكاردو دانيال إليشابي إشاف (25 أغسطس 1887 - 12 يونيو 1968) طبيب أرجنتيني عمل في صناعة النفط. في عام 1925، شارك في تأسيس شركة مصفاة النفط "لا إيساورا" ش.م. في باهيا بلانكا بالأرجنتين، والتي ترأسها لاحقًا. وقد سُميت مصفاة الدكتور ريكاردو إليشابي في باهيا بلانكا باسمه.
كان ريكاردو هاوي طوابع بارز، حرر مجلة جمعية الطوابع الأرجنتينية، وكتب فهرسًا من 28 جزءًا لطوابع الأوروغواي، ونشر سلسلة من الدراسات حول جوانب طوابع أمريكا الجنوبية. أُضيف إلى قائمة هاويي الطوابع المتميزين عام 1922، وانتُخب زميلًا في الجمعية الملكية لهواة الطوابع بلندن عام 1937.

## الولادة والتعليم
وُلِد ريكاردو عام 1887. وحصل على مؤهل طبيب عام 1912 في جامعة بوينس آيرس بأطروحة عن مرض أديسون.

## حياتهِ المهنية
كان ريكاردو إليشابي أحد مؤسسي شركة مصفاة النفط "لا إيساورا" في عام 1925، ثم أصبح فيما بعد رئيسًا لها في باهيا بلانكا، في محافظة بوينس آيرس.

## هواية جمع الطوابع
تخصص ريكاردو إليشابي في هواية جمع الطوابع في أمريكا الجنوبية. نشر فهرسًا لطوابع الأوروغواي في 28 جزءًا في مجلة جمعية الطوابع الأرجنتينية بين عامي 1917 و1944، كما كتب سلسلة من الدراسات حول جوانب مختلفة من طوابع أمريكا الجنوبية، مثل دراسته للإصدار الأول من طوابع بوليفيا وعمليات التزوير فيها. كما جمع مجموعة من طوابع محافظة كورينتس الأرجنتينية. أُضيف اسمه إلى رابطة هواة جمع الطوابع المتميزين عام 1922.
كان لهُ دور فعال في تنظيم هواية جمع الطوابع، وكان عضوًا في جمعية الطوابع الأرجنتينية، وحرر وساهم في مجلتهم "مجلة الجمعية الأرجنتينية لهواة جمع الطوابع". وانتُخب عضوًا في الجمعية الملكية لهواة جمع الطوابع بلندن عام 1933، وأصبح زميلًا لها عام 1937. وكان ممثلهم الخاص في الأرجنتين. خدم في لجان تحكيم معارض الطوابع، مثل معرض الطوابع الدولي في بوينس آيرس عام 1951، حيث كان رئيسًا، وفي لجان تحكيم معرض ريناتكس في مونتي كارلو عام 1952، ومعرض لندن الدولي للطوابع عام 1960.
وكان ريكاردو إليشابي رئيسًا لمتحف البريد الأرجنتيني.

## الموت والإرث
توفي ريكاردو إليشابي عام 1968. ولقد تأسست جائزة لهواة طوابع البريد، سميت Premio Eliçabe، (جائزة إليشابي) باسمه في الأرجنتين. بيعت مجموعتهِ الخاصة من طوابع كورينتس في مزاد علني بواسطة شركة ستانلي غيبونز في لندن عام 1973. سميت مصفاة الدكتور ريكاردو إليشابي في باهيا بلانكا باسمهِ.

## منشورات مختارة

### مقالات
- "Catálogo de los Sellos Postales de la República Oriental del Uruguay", Revista de la Sociedad Filatélica Argentina, Nos. 179-334/35 (28 parts).
- "Las primeras emisiones de Paraguay", Revista de la Sociedad Filatélica Argentina, No. 297 (Nov–Dec 1937).

### كتب
- Contribución al estudio de los sellos postales Argentinos: El 2 centavos efigie de Don Vicente López y Planes emitido en al año 1877. Ricardo Eliçabe, Buenos Aires, 1938.
- Contribución al estudio de los sellos postales Argentinos: El 4 centavos efigie de Don Mariano Moreno emitido en al año 1873. Ricardo Eliçabe, Buenos Aires, 1938.
- Contribución al estudio de los sellos postales Argentinos: El 80 centavos efigie de Don Bernardino Rivadavia emitido en al año 1877. Ricardo Eliçabe, Buenos Aires, 1939.
- Contribución al estudio de los sellos postales Uruguayos: Variedades en los sellos grabados en acero. Ricardo Eliçabe, Buenos Aires, 1945.
- Contribución al estudio de los sellos postales de Bolivia: El 50 centavos tipo "aguila" emitido en el ano 1867 y sus falsificaciones. Ricardo Eliçabe, Buenos Aires, 1947.